# Tyumen

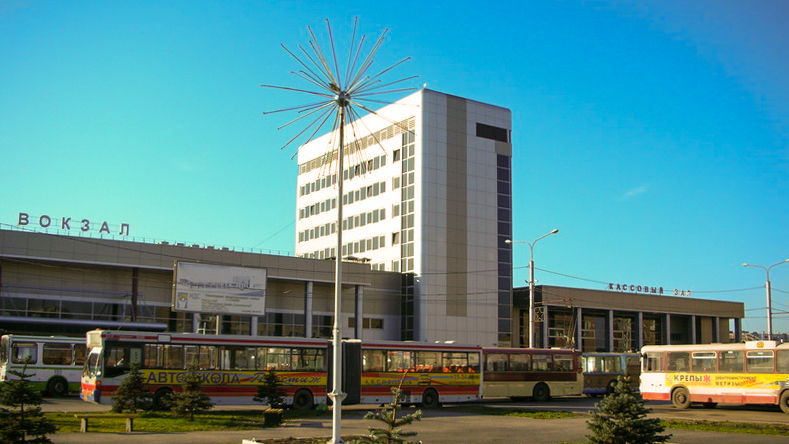
Ga tàu

Tyumen (tiếng Nga: Тюмень) là thành phố đầu tiên của người Nga tại vùng Xibia (1586) là một thành phố ở Vùng liên bang Ural của Nga, nằm trên sông Tura cách 2.144 km (1.332 dặm) về phía đông Moskva. Đây là trung tâm hành chính và thành phố lớn nhất của tỉnh Tyumen tại Vùng liên bang Urals. Nằm trên tuyến đường sắt xuyên Sibir, có Sân bay quốc tế Roschino. Dân số:720 575(2016)  609.100 (2010 ước tính); 510.719 (điều tra dân số 2002); 476.869 (điều tra dân số 1989).